# Цытович, Эраст Платонович
Эра́ст Плато́нович Цыто́вич (31 мая [12 июня] 1874 года, Омск, Российская империя — 8 августа 1942 года, Куйбышев, СССР) — русский и советский общественный деятель, статский советник, учитель и воспитатель царских детей, учёный и педагог в области физики, математики и космографии, кандидат физико-математических наук (1938), профессор (1938). Член Русского физико-химического общества.
Один из основателей и лидеров скаутского движения в России и скаутов Кубани. Член Кубанского краевого правительства, и исполняющий обязанности министра народного просвещения Кубанской народной республики (1918—1919).

## Биография
Происходил из дворянского рода Цытовичей. Родился 31 мая 1874 года в городе Омске, в семье военного педагога, директора Омского кадетского корпуса генерал-лейтенанта Платона Степановича Цытовича; племянник генералов В. С. Цытовича, Э. С. Цытовича, Н. С. Цытовича и Я. Я. Вакара; брат Н. П. Цытовича; двоюродный брат генерала В. Н. Цытовича и полковников В. В. Цытовича и В. В. Цытовича.

## Педагогическая деятельность
С 1888 по 1893 годы учился в Пятой Санкт-Петербургской гимназии, а с 1893 по 1898 годы — на физико-математическом факультете Санкт-Петербургского университета.
С 1898 года после окончания университета с дипломом 1-й степени служил в Министерстве народного просвещения: преподавал физику и математику в Кронштадтской мужской гимназии Александра II. С 1900 года преподавал математику в Седьмой Санкт-Петербургской гимназии и одновременно физику в частных гимназиях Санкт-Петербурга — женской гимназии Персияниновой, женской гимназии Ставиской и реального училища Штемберга.
С 1901 года одновременно с преподавательской деятельностью работал сверхштатным лаборантом, а затем — старшим лаборантом при физической лаборатории в Санкт-Петербургском технологическом институте; с 1913 по 1917 годы он был преподавателем физики при этой лаборатории. Был членом Русского физико-химического общества, музыкального общества «Геликон», председателем Царскосельского общества любителей литературы и музыки.
В 1904 году Цытовичем совместно с преподавателем Второй Санкт-Петербургской гимназии Петром Николаевичем Гензелем был выпущен основополагающий учебник по алгебре для средней школы — «Введение в алгебру».
С августа 1907 года Э. П. Цытович был назначен директором Царскосельского реального училища им. Императора Николая II. По воспоминаниям современников, молодой энергичный директор большое внимание уделял постановке учебного процесса, преподаванию естественных наук и физическому воспитанию учащихся. Бывшие ученики отмечали высокий авторитет Цытовича в ученической среде.
1 июля 1906 года Э. П. Цытович был произведён в чин коллежского советника, 1 июля 1910 года — в чин статского советника по ведомству народного просвещения.
С 1910 года Э. П. Цытович начал преподавать физику старшим дочерям Императора Николая II — Великим княжнам Ольге и Татьяне, а младшим — Марии и Анастасии — арифметику. Выпускник реального училища Э. Ф. Голлербах вспоминал, что «… великие княжны приезжали верхом из Александровского дворца в Реальное заниматься физикой у Цытовича».
Князья императорской крови Константин, Олег, Игорь и Татьяна Константиновна также посещали Царскосельское реальное училище для занятий по физике и химии.
С 1911 года Э. П. Цытович начал преподавать арифметику цесаревичу Алексею Николаевичу в Александровском дворце Царского Села. По воспоминаниям внука Э. П. Цытовича, приведённым А. Гуровой:

Однажды Эраст Платонович подарил Цесаревичу ко дню рождения плетёную конуру. Явившись в очередной раз на занятия, он стал свидетелем такой сцены: наследник престола загнал в конуру своего врача, прикреплённого к нему в связи с гемофилией. Для Цытовича происхождение ученика не было препятствием в воспитании. Эраст Платонович заявил Алексею, что конура предназначена для собаки, а не для человека и если это непонятно, то он забирает конуру: «Считай, что я тебе её не дарил». Врач был выпущен, а подобные выходки прекратились.
С конца 1914 года Э. П. Цытович был председателем Царскосельской педагогической комиссии по оказанию учебной помощи детям участников войны и беженцев, членом постоянной испытательной комиссии для производства испытаний на звание вольноопределяющегося 2-го разряда, членом Георгиевского комитета, а также членом Царскосельского отделения Татьянинского комитета (комитет помощи беженцам) созданного по инициативе великой княгини Татьяны Николаевны Романовой. С 1914 года после начала Первой мировой войны, в стенах училища располагался лазарет Петроградского дворянства, начальником которого был назначен Э. П. Цытович.
С 1916 года Цытович стал членом педагогической комиссии при управлении Петроградского учебного округа и членом учебного бюро по делам средней и низшей школы при Министерстве народного просвещения.
C 5 по 9 июня 1917 года в качестве обязательного участника Э. П. Цытович участвовал в работе Первого Всероссийского совещания преподавателей физики, химии и космографии в Москве, об этой работе им была написана статья в журнале «Русского физико-химического общества» в 1919 году.
Царскосельским училищем Э. П. Цытович руководил 10 лет и ушёл с этого поста по личному прошению 20 августа 1917 года. Следующим местом его работы на короткое время станет вновь открытая 1-я Петроградская четырёхклассная гимназия, где он преподавал физику и математику, одновременно находился на должности учёного консультанта Главной физической обсерватории.

## Во главе скаутского движения в России
В 1914 году Э. П. Цытович увлёкся идеей разведчества-скаутинга и 24 сентября вступил в общество содействия мальчикам разведчикам «Русский скаут», учреждённое 26 августа 1914 года в Петербурге одним из основателей движения скаутов в России полковником Олегом Ивановичем Пантюховым. Во время Первой мировой войны полковник Пантюхов отправился на фронт в мае 1915 года и Царскосельский отряд юных разведчиков (скаутов) возглавил Цытович. Штаб-квартира Царскосельской дружины помещалась в стенах реального училища.
В 1915 году Цытович привлёк к движению скаутов Великого князя Георгия Константиновича и, по распоряжению Императора Николая II, записал в Царскосельский отряд Цесаревича Алексея.
С 1915 года Э. П. Цытович стал председателем Царскосельского военно-спортивного комитета и членом комитета общества «Русский скаут» председателем которого был вице-адмирал И. Ф. Бострем. Деятельное участие в обществе принимала также сестра императрицы, Великая княгиня Елизавета Фёдоровна.
В октябре 1915 года на одном из заседаний Петроградского комитета «Общества содействия юным разведчикам», были высказаны соображения о необходимости согласовать деятельность разрозненных скаутских организаций и критически обсудить основы воспитательной системы Баден-Пауэлла. Для практического осуществления этих задач возникла настоятельная необходимость созвать Съезд. Московская и Киевская организации скаутов горячо поддержали эту идею, и было принято решение собраться в Петрограде в рождественские праздники 27—30 декабря 1915 года. Всего на Съезде присутствовало около 83 человек.

Участники Первого Всероссийского съезда по вопросам скаутизма: В. И. Срезневский, И. Ф. Бострем, С. И. Залесский, Э. П. Цытович, В. В. Гориневский, А. К. Анохин, В. А. Степанов, Р. А Фернберг, Я. П. Репнинский, В. А. Попов, И. Н. Жуков. 27—30 декабря 1916 г. Петроград

В декабре 1915 году Э. П. Цытович принял активное участие в организации Первого Всероссийского съезда по скаутизму, прошедшего в Петрограде. Открытие Съезда состоялось в 2 часа дня 27 декабря в помещении канцелярии Главнонаблюдающего за физическим развитием народонаселения Российской империи.
Почётным председателем Съезда избрали — В. И. Срезневского, председателем — И. Ф. Бострема, товарищем председателя — Эраста Платоновича Цытовича.
29 декабря на Съезде присутствовал Свиты ЕИВ генерал-майор В. Н. Воейков, который зачитал телеграмму Императора Николая II, выразившему Съезду Высочайшую благодарность, а также «выразившему надежду на плодотворную работу Съезда и пожеланием успехов в развитии скаутизма в России». Телеграммы с пожеланиями и успехов Съезду прислали так же из Англии — Роберт Баден-Пауэлл и из действующей армии — полковник О. И. Пантюхов.
На съезде Цытович прочитал несколько основополагающих докладов, посвящённых скаутскому движению: «Взаимоотношения семьи, школы и организации скаутов» и «Этические основы скаутизма»; Цытович произнёс несколько лозунгов, которые впоследствии переняли пионерские организации СССР, вот что он писал:

Будем же надеяться на то, … что зажёгшаяся звезда скаутизма над русской молодёжью разгорится ярким светом на всём обширном пространстве нашей дорогой родины и что сотни тысяч русских мальчиков и девочек на призыв: «Будьте готовы!» будут стройно, бодро и весело отвечать: «Всегда готовы!».
В декабре 1916 года Цытович также принимал самое живое участие в организации Второго съезда деятелей по скаутизму в Петрограде, исполняя обязанности товарища председателя распорядительного комитета.
С 8 июня до 20 июля 1916 года при участии Э. П. Цытовича был проведён шестинедельный летний скаутский лагерь в посёлке Вырица на берегу реки Оредеж.

## В Кубанском правительстве
После 1917 года Э. П. Цытович направился в Екатеринодар на Юг России, в ВСЮР. 17 июня 1918 года он был назначен на должность преподавателя физики 2-й женской гимназии, в январе 1919 года стал преподавателем Кубанского политехнического института.
12 августа 1918 года на заседании Совета Кубанского краевого правительства Цытович был назначен помощником члена правительства по делам народного просвещения. С 1918 года он стал членом Кубанского правительства, одновременно с 5 мая по 8 ноября 1919 года исполнял обязанности министра народного просвещения Кубанской народной республики.
В Кубанском правительстве Э. П. Цытовичу пришлось заниматься многими вопросами: подбором и расстановкой руководящих кадров образовательных учреждений, налаживанием финансирования учебных заведений и денежного содержания работников просвещения, организацией и оптимизацией учебно-образовательных учреждений, борьбой с сыпным и возвратным тифом среди учащихся и преподавателей. Среди вопросов, поставленных Э. П. Цытовичем перед Краевым правительством, были:
- Разработанное им Положение о строительной комиссии по сооружению зданий Кубанского политехнического института;
- Необходимость открытия в крае педагогического факультета, о замене предполагаемого к открытию в Политехническом институте электромеханического факультета механическим;
- Об объединении Кубанского и Северо-Кавказского политехнических институтов;
- Проведение переговоров с американцами о переводе американского лазарета из здания 1-й мужской гимназии Екатеринодара в другое помещение;
- Инициирование предложений об уравнении в служебных правах учителей физического воспитания с учителями общеобразовательных предметов;
- О распространении на учителей всех типов учебных заведений права на предоставление им жилья по реквизиции без оплаты за счёт средств казны, о введении представителя от горцев в межведомственную комиссию по распределению[2][9][28].

## Во главе скаутов Кубани
В сентябре 1918 года Э. П. Цытович при министерстве народного просвещения организовал специальное совещание, на котором выступил с докладом. На основе доклада в Ведомстве народного просвещения образована Комиссия по скаутизму под председательством Цытовича. В октябре он организовал курсы для инструкторов по скаутингу, провёл цикл лекций для руководителей и педагогов учебных заведений, затем для молодёжи и широкой публики. Результат не заставил себя ждать. Через месяц в Екатеринодаре образовалось два отряда бойскаутов и один гёрлскаутов (штабы отрядов размещались в 1-й мужской гимназии по ул. Бурсаковской, 54, в доме по ул. Длинная, 77, и в помещении 2-й женской гимназии по ул. Красной, 62).
В 1919 году Э. П Цытович возглавил отряды скаутов Кубани. Большое внимание Эраст Платонович уделял поднятию и укреплению казачьего духа. Он внёс несколько изменений, учитывавших специфику скаутского движения в казачьем регионе: внедрил старинный казачий термин «громада» (община) в жизнь скаутов, ввёл высший титул — «атаманский скаут», соответствовавший английскому «королевский скаут». При нём появилось новое название дружины — Громада кубанских скаутов. Завязалась тесная связь со скаутскими организациями Всевеликого войска Донского.
В мае 1919 года в Армавире Цытович возглавил Первый слёт Кубанских скаутов (Громады кубанских скаутов). На слёте присутствовали представители Туапсе, Ставрополья, Новороссийска, Минеральных Вод, Новочеркасска. По предложению Э. П. Цытовича скаутские отряды стали создаваться и в казачьих станицах, что было абсолютно новым явлением для России.
20 июня 1919 года по предложению Цытовича Кубанским войсковым атаманом генерал-лейтенантом А. П. Филимоновым был издан приказ о проведении занятий во всех начальных школах на основе скаутских программ обучения по военному строю и физическому образованию. В 1919 году под редакцией Э. П. Цытовича была издана основополагающая книга по скаутизму — «Русский Скаут».

## Советский период
После прихода Красной армии в 1920 году в Краснодар он категорически отказался эмигрировать из России и продолжил преподавать физику в школе № 7 (бывшей 2-й женской гимназии). В ночь с 19 на 20 марта 1921 года во время кампании по «выселению буржуев» Цытович был арестован «как политический заложник» и отправлен в концлагерь на принудительные работы, но уже 28 марта его выпустили на свободу вместе с изобретателем телевидения Б. Л. Розингом, возможно, благодаря заступничеству его брата Н. П. Цытовича.
С мая 1921 года Эраст Платонович преподавал на рабочем факультете, с октября 1922 года был профессором физики в только что открытом Кубанском университете, в это же время стал доцентом и профессором физики, математики и космографии Кубанского политехнического института.
В сентябре 1922 года Цытович участвовал в работе III Всероссийского съезда Ассоциации физиков в Нижнем Новгороде, о чём докладывал на пленуме Президиума политехнического института в ноябре 1922 года.
В 1922 году Новороссийским отделом ГПУ Э. П. Цытович был задержан за «контрреволюционную деятельность», но избежал дальнейшего преследования. По мнению органов госбезопасности, Э. П. Цытович продолжал оставаться руководителем скаутов и организовывал областной съезд скаутских отрядов Кубани и Черноморья в Краснодаре в декабре 1921 года.
С октября 1923 года помимо остальной деятельности назначается профессором Кубанского сельскохозяйственного института и Кубанского индустриального техникума (созданного на базе закрытого в 1923 году Кубанского политехнического института), имеет часы в трёх краснодарских школах. Руководители сферы образования отзывались о нём весьма похвально: «Большой эрудиции и большого опыта. Ценный работник в школе».
С 1923 года Э. П. Цытович выполняет ряд научных исследований: «О гальванической поляризации электродов», «О светопреломляющей способности смеси этилового эфира и хлороформа», «Научная деятельность Ломоносова, главным образом, в области физики», подготовил несколько обзоров для журнала русского физико-химического общества, опубликовал научно-популярные статьи: «О физических формулах», «Графическое изображение физических зависимостей».
С 1924 по 1930 год так же заведует кафедрой физики в Кубанский государственный медицинский университет.
Как хороший организатор, Э. П. Цытович в ряде учебных заведений занимает руководящие должности: В Кубанском политехническом институте он являлся заместителем декана механического факультета, заместителем ректора по хозяйственной части, заведующим отделением электротехнических сооружений и заведующим созданной им физической лабораторией. В Кубанском индустриальном техникуме на него также возложили управление хозяйственной частью и позже он был назначен заведующим учебной частью и заместителем ректора.
Помимо преподавательской и руководящей деятельности, Э. П. Цытович активно работал в ряде научных, педагогических и благотворительных обществах — был председателем художественных организаций, товарищем председателя Комиссии учительского совета Краснодара, членом Русского физико-химического общества.
В 1928 году на научной конференции Кубанского университета Э. П. Цытовича назначают докладчиком на секции физико-технического отделения на тему «Общий обзор методических идей по физике»
В 1928 году отдел ОГПУ в Краснодаре готовит громкий судебный процесс по сфабрикованному «делу Синдаровского». В вузах нарастает кампания за классовую чистоту студентов и преподавателей, в институтских стенгазетах и советской печати публикуются злые карикатуры и язвительные фельетоны на «политически неблагонадёжную» профессуру. Волна шельмования не обошла стороной и Э. П. Цытовича. Центральный студенческий журнал припомнил ему и цесаревича Алексея, и скаутское движение, и краевое правительство, и книгу «Русский скаут», которую в разгромной статье назвали «катехизисом молодого фашиста». В журнальной статье показана бесперспективность дела, которому верно служил Эраст Платонович: «Надежды Цытовича на стандартное русское молодое воинство истлели, но нам от практики и романтики бойскаутизма осталась книга-мечта, которая говорит за Цытовича, раскрывает его целиком». Самого Э. П. Цытовича в карикатуре изобразили сухоньким стариком, похожим на Дон Кихота, стоящим за лекторской трибуной в скаутских доспехах, с посохом и ножом на ремне. Попытка одной студентки защитить Цытовича аргументом, что физика — наука беспартийная, была безуспешной. Другой студент вразумил её: «Физика, может быть, и беспартийная наука, но физик — не беспартийный».
В отчёте комиссии, обследовавшей с декабря 1929 по январь 1930 годов КСХИ, имя Цытовича несколько раз упоминается в негативном свете. Составителями отчёта он был вместе с А. А. Малигоновым, Н. А. Захаровым, П. И. Мищенко отнесён к группе «буржуазных профессоров», имевших вес в науке и преподававших по старым академическим традициям. В вину этой группе ставилось «неблагожелательное» отношение к аспирантам из пролетарской или партийной среды — якобы учёные вместо помощи зачастую оказывают им «явное противодействие». В докладе дословно приводится диалог Цытовича со студентом, который спросил профессора на лекции: «Когда мы перейдём на активный метод преподавания?», на что Эраст Платонович не без иронии ответил: «Ведь мы уже перешли. Раньше я принимал зачёты устно, а теперь письменно».
В августе 1928 года накануне нового учебного года бюро ячейки ВКП(б) Кубанского индустриального техникума снимает с должности ректора Ф. Н. Веригина и проректора по учебной части Э. П. Цытовича. Цытовичу наряду с «перегруженностью преподавательской работой в вузах, отсутствием времени для полного руководства учебной частью техникума и профессиональным уклоном в преподавании» также вменяли «идеологическую отчуждённость в силу большого прошлого (тов[арищ] министра просвещения при Деникине, воспитатель царских детей)». По этим же причинам бюро просит окружком партии снять Цытовича ещё и с преподавания физики, а на должность завуча выдвинуть «достойного партийца».
Осенью 1928 года под впечатлением приговора суда по «делу Синдаровского», группа студентов-партийцев Кубанского сельскохозяйственного института пишет письмо (фактически — донос) в газету «Правда», где заостряет внимание вышестоящих органов на «классовой засорённости института». Среди перечисленных фамилий профессоров фигурирует и Э. П. Цытович, которому, по мнению авторов письма, в СССР хотелось «живой кровавой работы».
В октябре 1930 года оперативной частью Кубанского ОГПУ был арестован по
делу так называемой «контрреволюционной организации ТКП» (Дело Трудовой крестьянской партии) ректор сельхозинститута Н. А. Ленский, а вслед за ним и значительная часть лучших преподавателей этого вуза — П. И. Мищенко, И. А. Конюков, В. Д. Татарин, Ф. Н. Веригин. Бывший ректор КСХИ А. А. Малигонов был арестован по ложному обвинению в «чаяновщине-кондратьевщине», в пропаганде «вредительских теорий и методов в научно-исследовательской и преподавательской работе» в КСХИ, в «связях с Промпартией». С каждым днём оставаться в Краснодаре для Э. П. Цытовича становилось всё опаснее, пришлось вместе с семьёй всё бросить и уехать из Краснодара.
В 1930 году согласно постановлению Совета Народных Комиссаров Туркменистана начала работать Ашхабадская геофизическая обсерватория, её директором был назначен Э. П. Цытович. В ноябре 1932 года Эраст Платонович принял участие в Первой Всесоюзной конференции по радиоактивности и выступил с докладом о своей научной работе на совете Государственного радиевого института в Ленинграде. В 1932 году выходит его книга «Работа Ашхабадской геофизической обсерватории и её дальнейшие перспективы», он ведёт активную переписку с русскими и советскими учёными, в частности, с В. И. Вернадским и В. Г. Хлопиным.
В конце 1932 года Цытович был снят с должности руководителя Ашхабадской обсерватории и сослан на 4 года в город Березники на Северный Урал. 3 октября 1936 года после ссылки Цытович с семьёй поселился в городе Рубежное Ворошиловградской области, где был профессором и заведовал кафедрой физики в Рубежанском химико-технологическом институте. В 1938 году приказом ВАК СССР Э. П. Цытовичу были присвоены учёное звание профессора по кафедре «Физика» и учёная степень кандидата физико-математических наук (без защиты диссертации).
После начала Великой Отечественной войны вместе с семьёй эвакуировался в Куйбышев.
Умер 8 августа 1942 года после тяжёлой и продолжительной болезни. За 10 минут до смерти он сказал: «Мне больше не хочется жить».

## Награды

### Ордена
- Орден Святого Станислава 3-й степени (1.01.1904 г.);
- Орден Святого Станислава 2-й степени (1.01.1909 г.);
- Орден Святой Анны 2-й степени (5.10.1911 г.);
- Орден Святого Владимира 4-й степени (1914 г.)

### Медали
- Медаль «В память 300-летия царствования дома Романовых» (1913 г.)

### Чины
- Статский советник (ВП 1.07.1910 г.)

## Труды
Всего с 1904 по 1932 годы Э. П. Цытовичем было выпущено одиннадцать работ на различную тематику: от алгебры, физики и химии до трудов по вопросам педагогики и скаутизму:
- Цытович Э. П., Гензель П. Н. Введение в алгебру (четыре основные действия над целыми алгебраическими выражениями). — Санкт-Петербург: Тип. М. М. Стасюлевича, 1904 г. — 62 с.
- Цытович Э. П. [и др.] О светопреломляющей способности смесей этилового эфира с хлороформом // Сборник статей по физике, посвящаемый памяти дорого учителя профессора Фёдора Фомича Петрушевского / В. В. Лермантов [и др.]. — Санкт-Петербург: Тип. В. Демакова, 1904 г. — 188 с.
- Цытович Э. П., Гезехус Н. А, Розинг Б. Л. Механика; Учение о веществе; Теплота // Основные вопросы физики в элементарном изложении: сборник статей составленных кружком преподавателей сред. и высш. школы. — М.: Т-во И. Д. Сытина, 1908 г. — Т. 1. — С. 178. — 573 с.
- Цытович Э. П. Научная деятельность М.В. Ломоносова, главным образом, в области физики. — Санкт-Петербург: Образование, 1911 г. — 22 с.
- Цытович Э. П. Взаимотношение семьи, школы и организации скаутов. — Общество "Русский скаут в Петрограде". — Санкт-Петербург: Образование, 1915 г. — (Из цикла докладов 1-го Съезда по Скаутизму).
- Цытович Э. П., Жуков И. Н., Петров О. Д., Фернберг Р. А.,  Скробанский С. Ф., Вишневская О. Э., Анохин А. К., Попов В. А., Репнинский Я. Н. Скаутизм в России. — Петроград: Общество "Русский скаут в Петрограде", 1916 г. — 128 с. — (Труды Первого съезда по скаутизму 26—30 декабря 1915 года в Петрограде).
- Цытович Э. П. Этические основы скаутизма. — Общество "Русский скаут в Петрограде". — Санкт-Петербург: Образование, 1915 г. — (Из цикла докладов 1-го Съезда по Скаутизму).
- Цытович Э. П. Русский скаут. — Екатеринодар-Армавир: Энергия, 1919 г. — 160 с.
- Цытович Э. П. Журнал Русского физико-химического общества // Всероссийское совещание преподавателей физики, химии и космографии в Москве в 1917 году. — Тип. Б. Демакова. — Петроград, 1919 г. — Т. 51, Ч.1. — С. 152—162.
- Цытович Э. П. Опыт радиологического исследования Псекупских минеральных вод. — Тип. им. Котлякова. — Москва: Геологическое издательство, 1932 г. — 160 с. — (Труды Главного геолого-разведочного управления ВСНХ СССР: Выпуск 102).
- Цытович Э. П. Работа Ашхабадской геофизической обсерватории и её дальнейшие перспективы. — Ашхабад: ТССР, 1932 г. — 25 с.

## Семья
Женился 18 апреля 1904 года на Агнессе-Паулине Петровне Шрейтман. Их дети:
- Тамара (1907—1992) — Заслуженный деятель искусств РСФСР, профессор, руководитель кафедры зарубежной музыки Московской государственной консерватории имени Чайковского П. И., была замужем за Героем Социалистического Труда, членом Президиума Академии наук СССР — Храпченко Михаилом Борисовичем;
- Людмила;
- Нина

## Память
- 6 января 2011 года в Школе № 500 города Пушкин (бывшее Царскосельское реальное училище Императора Николая II), была открыта мемориальная доска в честь Эраста Платоновича Цытовича.